# 上海公交155路
155路是上海市內一條公交线路。本线是为了解决746路改走大连路隧道之后，泾东新村出现的新的交通空白而开设的。本线名义上前身为235路高峰线，于2004年11月13日起大幅调整走向，并更名为155路。此举的目的是为了规避不得新辟过江线的规定。初开线时的线路是从昆明路至崮山路。2005年5月，浦东侧终点延伸至栖山路。

## 路线基本资料

### 线路走向
- 上行：自昆明路起经海门路、东大名路、杨树浦路、平凉路、眉州路、杨浦大桥、浦东大道、德平路、博山东路、博山路、崮山路、张扬路、苗圃路至栖山路止。
- 下行：自栖山路起经巨野路、沈家弄路、苗圃路、张扬路、崮山路、博山路、博山东路、德平路、浦东大道、杨浦大桥、临青路、平凉路、杨树浦路、东大名路、海门路、昆明路、唐山路、舟山路至昆明路止。

### 服务时间
- 昆明路海门路：05:30-22:30
- 栖山路巨野路：05:30-22:40

### 收费
全程单价RMB¥2，无人售票，线路实行公交换乘优惠。

### 停站
- 上行：昆明路海门路 - 提篮桥 - 平凉路大连路 - 平凉路通北路 - 平凉路怀德路 - 眉州路河间路 - 德平路浦东大道 - 罗山新村 - 博山东路万德路 - 博山路崮山路 - 建平中学 - 苗圃路张杨路 - 公利医院 - 栖山路巨野路
- 下行：栖山路巨野路 - 公利医院 - 苗圃路张杨路 - 建平中学 - 博山路崮山路 - 博山东路罗山路 - 罗山新村 - 德平路浦东大道 - 平凉路宁国路 - 平凉路眉州路 - 平凉路怀德路 - 平凉路通北路 - 平凉路大连路 - 提篮桥 - 昆明路海门路

### 配车信息
| 车辆品牌 | 车型          | 自编号   | 牌照      | 空调品牌 |
| -------- | ------------- | -------- | --------- | -------- |
| 上海申沃 | SWB6107PHEV10 | S0K-0050 | 沪D 97812 | 上海松芝 |
| 上海申沃 | SWB6107PHEV10 | S0K-0051 | 沪D 98117 | 上海松芝 |
| 上海申沃 | SWB6107PHEV10 | S0K-0052 | 沪D 98112 | 上海松芝 |
| 上海申沃 | SWB6107PHEV10 | S0K-0053 | 沪D 97917 | 上海松芝 |
| 上海申沃 | SWB6107PHEV10 | S0K-0054 | 沪D 98125 | 上海松芝 |
| 上海申沃 | SWB6107PHEV10 | S0K-0055 | 沪D 98126 | 上海松芝 |
| 上海申沃 | SWB6107PHEV10 | S0K-0056 | 沪D 98041 | 上海松芝 |
| 上海申沃 | SWB6107PHEV10 | S0K-0057 | 沪D 98122 | 上海松芝 |
| 上海申沃 | SWB6107PHEV10 | S0K-0058 | 沪D 98060 | 上海松芝 |
| 上海申沃 | SWB6107PHEV10 | S0K-0060 | 沪D 97892 | 上海松芝 |
| 上海申沃 | SWB6107PHEV10 | S0K-0061 | 沪D 98073 | 上海松芝 |
| 上海申沃 | SWB6107PHEV10 | S0K-0062 | 沪D 97651 | 上海松芝 |
| 上海申沃 | SWB6107PHEV10 | S0K-0063 | 沪D 97911 | 上海松芝 |
| 上海申沃 | SWB6107PHEV10 | S0K-0064 | 沪D 98089 | 上海松芝 |
| 上海申沃 | SWB6107PHEV10 | S0K-0065 | 沪D 97923 | 上海松芝 |